# Schüttgosse
Die Schüttgosse ist der Teil einer Anlage zur Lagerung oder Verarbeitung von Schüttgütern, in der die Schüttgüter in die Anlage gelangen.
Schüttgossen bestehen häufig aus einem konischen Kanal im Boden, der mit Gitterrosten abgedeckt ist und in den das Lieferfahrzeug das Schüttgut durch Schwerkraft entleert. Im Kanalboden befindet sich eine Fördereinrichtung, die das Gut weitertransportiert. Schüttgossen können aber auch als auf dem Boden aufstehende trichterförmige Mulden aufgebaut sein, in die das Schüttgut entleert wird. Solche Ausführungen werden für kleine Mengen an Schüttgütern verwendet. Sehr häufig kommen Schüttgossen bei der Verladung von Getreide zum Einsatz. Bei solchen Gütern, die explosionsfähige Stäube bilden, ist eine Entstaubung der Schüttgosse eine notwendige Einrichtung.
Schüttgossen können aus Bahnfahrzeugen, Lastkraftwagen oder mit Radladern beschickt werden. Bei kleineren Mengen werden auch Bigbags oder händische Transportarten verwendet.